# Dôme de Yurt-Ava
Yurt-Ava Tholus
Pour les articles homonymes, voir Yurt-Ava.
Le dôme de Yurt-Ava (désignation internationale : Yurt-Ava Tholus) est un dôme situé sur Vénus dans le quadrangle de Carson. Il a été nommé en référence à Yurt-Ava, divinité mordovienne de la mère au foyer.